# Acanthoclinus
Acanthoclinus is een geslacht van straalvinnige vissen uit de familie van rifwachters of rondkoppen (Plesiopidae).

## Soorten
- Acanthoclinus fuscus Jenyns, 1842
- Acanthoclinus littoreus (Forster, 1801)
- Acanthoclinus marilynae (Hardy, 1985)
- Acanthoclinus matti (Hardy, 1985)
- Acanthoclinus rua (Hardy, 1985)